# Ас-Сайид Абдалла ат-Танухи
Ас-Сайид Джамаладдин Абдалла ат-Танухи (1417—1479 или 1480 г.) — крупнейший друзский идеолог, богослов, этик и философ, юрист, законополагатель, общественный деятель, реформатор. Часто упоминается просто как Ас-Сайид (в переводе с арабского — «господин»). Принадлежал к крупнейшему друзскому феодальному клану Танухи. Внес решающий вклад в формирование и окончательное закрепление друзской доктрины. Оставил комментарии к доктринальным текстам друзов. Его жизнь в глазах верующих друзов была живым примером веры. Значительная часть его работ считается утраченной. Считается, что значительная часть главного вероучительного текста друзов Расаиль аль Хукма (письма мудрости) принадлежит перу Танухи.